# Hotel Alter Deichweg 1
Das Hotel Alter Deichweg 1 in der niedersächsischen Kreisstadt Cuxhaven im Landkreis Cuxhaven stammt vom Ende des 19. Jahrhunderts. Aktuell (2024) wird das Gebäude als Hotel Hohenzollernhof genutzt.
Das Gebäude steht unter Denkmalschutz (siehe auch Liste der Baudenkmale in Cuxhaven).

## Geschichte und Beschreibung
Der Alte Deichweg, dessen Straßenbild bis zum Zweiten Weltkrieg noch weitgehend durch giebelständige Fachwerkhäuser geprägt war, führt parallel zum nördlichen Ende der Deichstraße.
Das zweigeschossige traufständige verputzte und historisierende Eckgebäude mit schiefergedecktem Walmdach, mit Mezzaningeschoss auf Drempel und mit einem turmartigen Erker mit hohem Schieferhelm wurde 1891 gebaut. Die Straßenfassade wurde gestaltet und gegliedert durch ein dreigeschossiges Risalit mit zwei Balkonen, der Scheinquaderung im EG sowie den Lisenen, Gesimsbändern und Fensterrahmungen im OG.
Das Landesdenkmalamt befand u. a.: „… zum 20. Jahrhundert erste mehrgeschossige Massivbauten errichtet, zu denen auch das am 18. Januar 1891 eröffnete Hotel Alter Deichweg 1 gehört …“
Anfängliche Betreiber des Hotels mit heute 20 Zimmern waren u. a.: ab 1891 Julius Rüsch, ab 1901 Otto Stahn (Hamburg), ab 1911 Ludwig Narten (Wilhelmshaven), aktuell (2024) Kerstin Harten (Cuxhaven).